# Reattore nucleare di IV generazione
I reattori nucleari di IV generazione (Gen. IV) sono reattori nucleari a fissione classificabili in 6 tipi selezionati dal GIF (Generation IV International Forum), questi reattori permetteranno di:
- usare il combustibile in modo significativamente più efficiente
- minimizzare la produzione di scorie riducendone anche la durata
- abbassare i costi e il livello di rischio finanziario
- aumentare ancora di più il livello di sicurezza in caso di incidenti gravi
- minimizzare i rischi di proliferazione nucleare

Questi reattori sono ancora allo stadio di prototipo, esperimento e dimostrazione, ma si ritiene che la commercializzazione inizierà nel 2030.
Al momento sono operativi quattro reattori sperimentali considerabili tecnologicamente simili a come saranno i reattori di IV generazione: Beloyarsk-4 (BN-800), Beloyarsk-3 (BN-600) e 2 reattori a Shidao Bay-1 (HTR-PM).

## Pro e contro
A differenza dei reattori di seconda generazione (la stragrande maggioranza di quelli attualmente in funzione) e terza generazione (attualmente proposti sul mercato e realizzati o ordinati nei tre tipi EPR, ABWR e AP1000), quelli di quarta generazione dovrebbero introdurre marcate differenze soprattutto nei materiali impiegati, pur continuando a usare come materiale fissile principalmente uranio e plutonio.
Gli obiettivi primari del Forum 4ª gen. sono quelli di migliorare la sicurezza nucleare, ridurre la produzione di scorie nucleari, sottrarsi alla proliferazione nucleare (uso militare), minimizzare gli sprechi e l'impiego di risorse naturali e diminuire i costi di costruzione e di esercizio di tali impianti. Secondo i promotori, questi sistemi offrirebbero significativi vantaggi di redditività economica, riduzione delle scorie nucleari prodotte, eliminazione del plutonio impiegabile in armi nucleari e protezione fisica sia passiva sia attiva dell'impianto. Naturalmente, l'effettivo raggiungimento di tali obiettivi dovrà essere verificato sul campo.
Tuttavia, i sistemi nucleari innovativi allo studio per l'uso nella IV generazione richiedono nuovi strumenti per la valutazione del loro impatto economico, dal momento che le loro caratteristiche differiscono significativamente da quelli presenti negli impianti di II generazione e di III generazione. I modelli econometrici attuali non sono fatti per valutare i costi di tecnologie nucleari alternative o dei loro sistemi integrati ma piuttosto per confrontare i costi dell'energia nucleare con quella dei combustibili fossili.
Inoltre, il GIF ritiene che questi prototipi non saranno disponibili per l'impiego commerciale prima del 2030.

## Tipi di reattore
Molti tipi di reattore sono stati considerati all'inizio del programma GIF; comunque, la lista è stata ridotta per focalizzarsi sulle tecnologie più promettenti e soprattutto su quelle che potevano più probabilmente soddisfare gli obiettivi dell'iniziativa Gen IV.
Tre sistemi sono nominalmente reattori termici e altri tre sono reattori autofertilizzanti a neutroni veloci. Alcuni possono essere teoricamente implementati come termici o come veloci.
Il sistema VHTR è inoltre studiato per la capacità teorica di generare calore di alta qualità (cioè ad altissima temperatura) per la produzione d'idrogeno impiegabile forse in un futuro nelle celle a combustibile o per altre applicazioni industriali. Tuttavia, non ha un ciclo del combustibile chiuso.
I reattori a neutroni "veloci" offrono la possibilità di "bruciare" molti tipi di elementi della serie degli attinidi e di produrre più combustibile nucleare di quello che consumano.
| Sistema                                   | Spettro neutronico | Fluido refrigerante | Temperatura di uscita °C | Ciclo combustibile | Potenza (MWe)            |
| ----------------------------------------- | ------------------ | ------------------- | ------------------------ | ------------------ | ------------------------ |
| VHTR (Very-high-temperature reactor)      | Termico            | Elio                | 900-1000                 | Aperto             | 250-300                  |
| SFR (Sodium-cooled fast reactor)          | Veloce             | Sodio               | 500-550                  | Chiuso             | 50-150 300-1500 600-1500 |
| SCWR (Supercritical-water-cooled reactor) | Termico/veloce     | Acqua               | 510-625                  | Aperto/chiuso      | 300-700 1000-1500        |
| GFR (Gas-cooled fast reactor)             | Veloce             | Elio                | 850                      | Chiuso             | 1200                     |
| LFR (Lead-cooled fast reactor)            | Veloce             | Piombo              | 480-570                  | Chiuso             | 20-180 300-1200 600-1000 |
| MSR (Molten salt reactor)                 | Termico/veloce     | Sali di fluoruro    | 700-800                  | Chiuso             | 1000                     |

### Reattori termici

#### Very-high-temperature reactor (VHTR)

Schema di un reattore nucleare a temperatura molto alta

Il concetto di reattore nucleare a temperatura molto alta (VHTR, acronimo di Very High Temperature Reactor) usa un nocciolo con grafite come moderatore e un ciclo di uso dell'uranio a singolo passaggio (quindi il ciclo del combustibile non è "chiuso"). Per questo progetto di reattore si prevede una temperatura di uscita del refrigerante di circa 1 000 °C. Il nocciolo del reattore può essere sia una pila di blocchi prismatici in grafite (rivestita o meno da ceramiche ad alta resistenza termica e meccanica) oppure un insieme di sfere di grafite multistrato contenente il combustibile all'interno "pebble bed". Le alte temperature consentono applicazioni industriali come la produzione di "calore di processo", ovvero calore utilizzabile per usi chimici, come il cracking o il reforming, oppure la produzione d'idrogeno tramite il ciclo termo-chimico zolfo-iodio.

#### Molten salt reactor (MSR)

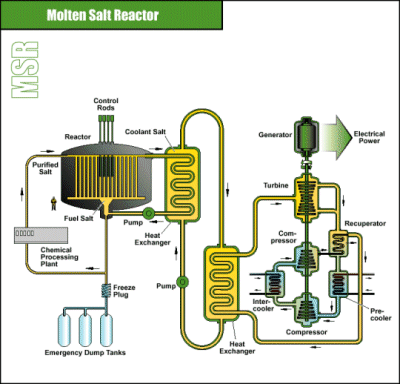
Schema di un reattore nucleare a sali fusi

Il reattore nucleare a sali fusi (MSR, acronimo di Molten Salt Reactor) è un tipo di reattore nucleare a fissione dove il combustibile è un qualche tipo di sale mantenuto a temperature oltre la propria temperatura di fusione. Sono stati proposti molti progetti per questo tipo di reattore, ma sono stati costruiti pochi prototipi. I primi concetti, così come molti di quelli attuali, prevedono che il combustibile nucleare venga disciolto dentro un fluoruro, come ad esempio il tetrafluoruro di uranio (UF4); il fluido raggiungerebbe la condizione critica fluendo dentro un nocciolo in grafite. Molte delle proposte correnti si affidano all'impiego di combustibile disperso in una matrice di grafite, con il sale fuso che opera da refrigerante, assicurando il raffreddamento a bassa pressione e alte temperature.
È stato sperimentato a partire dalla seconda metà degli anni '60.

#### Supercritical-water-cooled reactor (SCWR)

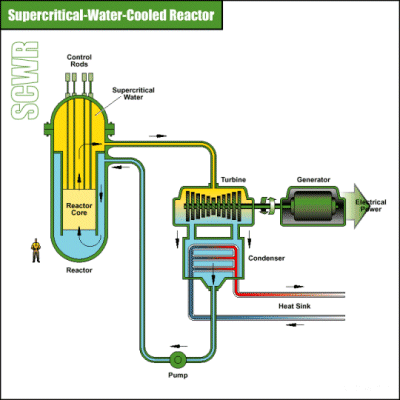
Schema di un reattore nucleare ad acqua supercritica

Il concetto di reattore nucleare ad acqua supercritica (SCWR, acronimo di SuperCritical Water Reactor) usa l'acqua supercritica come fluido di lavoro. I SCWR sono fondamentalmente reattori ad acqua leggera (LWR - Light Water Reactor) operanti a temperature e pressioni maggiori ai dati critici (374 °C, 22,1 MPa): opererebbero quindi con un ciclo diretto, simile a quello dei reattori ad acqua bollente BWR (Boiling Water Reactor), ma, dal momento che impiegano come fluido termodinamico acqua oltre le condizioni di pressione e temperatura critiche, questa si presenterebbe in un'unica fase, come nel reattore ad acqua pressurizzata PWR (Pressurized Water Reactor). Per definizione, opererebbero a temperature molto più elevate rispetto agli attuali PWR e BWR.
I reattori refrigerati con acqua supercritica (SCWR) sono sulla carta dei sistemi avanzati molto promettenti, perché avrebbero un maggiore rendimento termico (si stima circa il 45% contro il 33% degli attuali LWR) e permetterebbero una notevole semplificazione dell'impianto.
Il principale compito dei reattori nucleari SCWR potrà essere la produzione di elettricità. Derivano da due tecnologie ben collaudate: i reattori LWR, che sono i reattori nucleari di potenza più comunemente impiegati nel mondo, e le caldaie a temperatura/pressione supercritica operanti con combustibili fossili, che sono impiegate in Giappone ed Europa. Attualmente i concetti fondamentali dei reattori SCWR sono approfonditi da 32 organizzazioni in 13 paesi.

#### Reattori veloci autofertilizzanti (FBR)
Si tratta di reattori privi di moderatore e che sfruttano neutroni veloci. La caratteristica principale consiste nell'autosostentamento (breeding) con produzione da parte dei reattori di materiale fissile (plutonio) in quantità maggiore a quella consumata. Questo non vuol dire che produce più combustibile di quello che usa. In realtà questo reattore sfrutta solo più isotopi radioattivi rispetto al solito uranio, ma comunque il suo combustibile perde gradualmente massa ed è destinato a esaurirsi. Alcuni reattori di ricerca o prototipi sperimentali (ad esempio il francese Superphénix) sono stati realizzati a partire dagli anni '60-'70, ma finora con esiti non positivi (guasti, incidenti, ecc). Sono quindi in fase di studio teorico alcune evoluzioni illustrate nel seguito. I reattori veloci autofertilizzanti sono chiamati, in inglese, Fast Breeder Reactors, da cui la sigla FBR.

#### Gas-Cooled Fast Reactor (GFR)

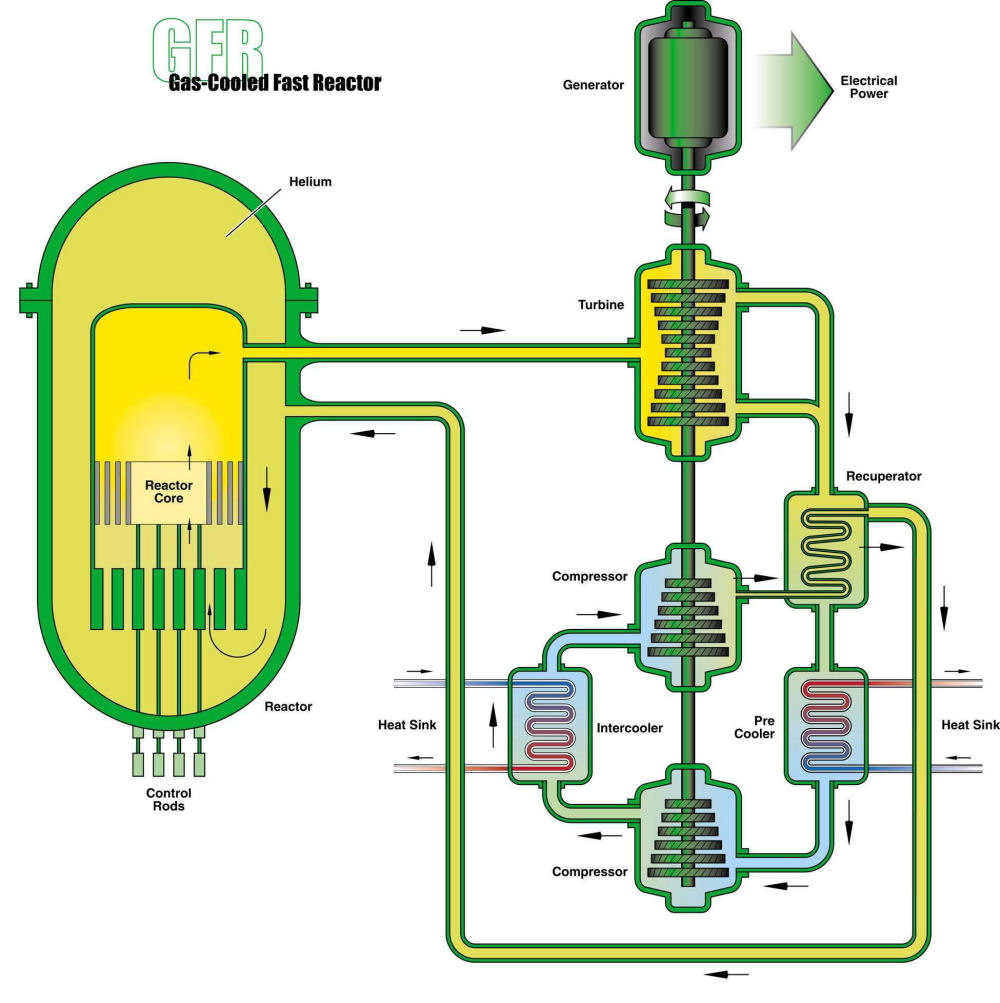
Schema di un reattore nucleare veloce refrigerato a gas

Il reattore nucleare a neutroni veloci refrigerato a gas (GFR acronimo di Gas-cooled Fast Reactor) presenta uno spettro neutronico ad alta velocità e un ciclo del combustibile nucleare chiuso per la più efficiente trasmutazione dell'uranio fertile e per la gestione degli attinidi. Il reattore è raffreddato a elio, con una temperatura di uscita pari a 850 °C, che viene impiegato come fluido termodinamico per muovere direttamente una turbina a gas in un ciclo Brayton per consentire un'elevata efficienza termica. Vari tipi e configurazioni del combustibile vengono studiati in base al loro potenziale per operare a temperature molto alte e per assicurare una eccellente ritenzione dei prodotti di fissione: combustibili in ceramiche composite, particelle di combustibile avanzate, o capsule di composti attinidi rivestiti in ceramica. Si studiano configurazioni del "core" che si basano su assemblaggi ad aghi o a piastre degli elementi di combustibile oppure i più tradizionali blocchi prismatici.

#### Sodium-cooled fast reactor (SFR)

Schema di un reattore nucleare veloce refrigerato a sodio

Il reattore nucleare a neutroni veloci refrigerato a sodio, (SFR, acronimo di Sodium-cooled Fast Reactor) è un progetto che si basa su altri due molto strettamente legati, lo LMFBR e il reattore nucleare integrale veloce; ha una stretta parentela con il Superphénix francese.
Gli obiettivi sono l'incremento dell'efficienza nell'uso dell'uranio grazie alle tecnologie autofertilizzanti del plutonio e la eliminazione della necessità di svuotare il reattore degli isotopi transuranici una volta esausto il combustibile. Il reattore usa un core non moderato con spettro neutronico veloce, progettato per bruciare ogni tipo di isotopo transuranico che si possa generare come sottoprodotto della reazione di cattura (e in alcuni casi può caricare questi isotopi come combustibile iniziale). Oltre ai benefici della rimozione degli isotopi transuranici a lunga emivita dal ciclo delle discariche nucleari, il combustibile impiegato dallo SFR si espanderebbe quando il reattore si surriscalda, e dunque la reazione a catena rallenterebbe automaticamente. In questo modo, alcuni scienziati affermano che lo si possa considerare passivamente sicuro.

#### Lead-cooled fast reactor (LFR)

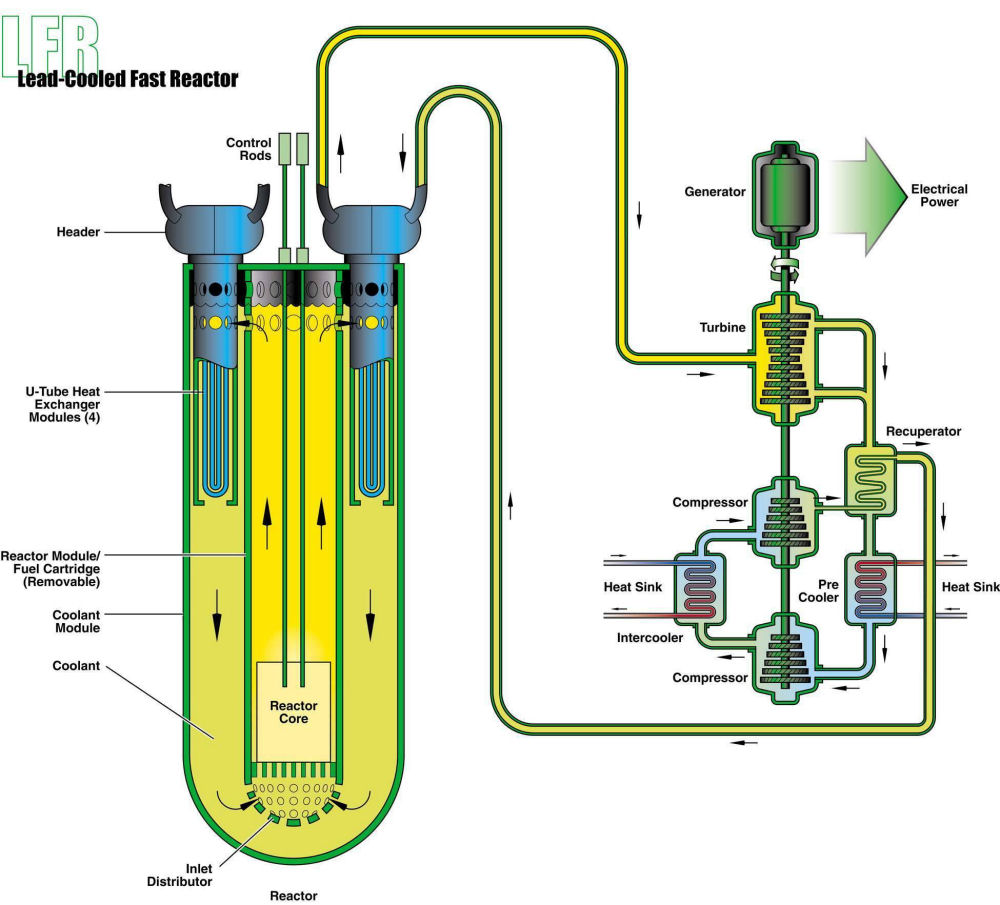
Schema di un reattore nucleare veloce al piombo

Il reattore nucleare a neutroni veloci refrigerato a piombo, (LFR, acronimo di Lead-cooled Fast Reactor), consiste in un reattore veloce raffreddato da piombo liquido (oppure da una miscela eutettica che lo contiene come quella bismuto/piombo) con ciclo chiuso del combustibile nucleare. Varie opzioni includono un ventaglio di impianti che vanno da una "batteria" capace di generare da 50 a 150 MW di elettricità con un lunghissimo intervallo tra le ricariche d'uranio, a un sistema tarato dai 300 ai 400 MW, fino a un grosso impianto "monolitico" di 1.200 MW. Il termine batteria è usato perché si riferisce a "core" a lunga-vita, fabbricati in serie in fabbriche specializzate, soltanto per la produzione di elettricità, senza alcun dispositivo per la conversione in energia elettrochimica. Il carburante proposto è un metallo oppure una base nitrica contenente uranio fertile ed elementi transuranici. Il nocciolo del reattore nucleare LFR viene refrigerato dal meccanismo termodinamico di convezione naturale con una temperatura di uscita del refrigerante secondario dallo scambiatore di calore immerso nel reattore di circa 550 °C, che potrebbe arrivare fino a 800 °C con materiali avanzati come ceramiche. La temperatura più elevata consente la produzione dell'idrogeno, grazie a processi termochimici, utilizzabile p. es. in celle a combustione.

## Reattori di quarta generazione sperimentali in funzione
Cinque reattori sperimentali hanno adottato soluzioni tecnologiche e combustibili affini a quelli che sono i requisiti di IV generazione:
- Dal 1980 è operativo il reattore autofertilizzante (in inglese Fast breeder reactor) BN-600 raffreddato a sodio liquido all'interno della Centrale nucleare di Belojarsk (unità 3),[11] impianto da 1470 MW termici, il quale eroga 560 MW di elettricità. Il sodio si trova a una temperatura compresa tra 377 °C e 550 °C.[12]
- Nella stessa centrale nucleare russa, il BN-800 (unità 4) ha raggiunto lo stato di criticità, ovvero una reazione di fissione nucleare controllata e stabile, il 27 giugno 2014. Si tratta della stessa tecnologia ma, come suggerisce il nome, è una versione più potente della precedente.[13] In particolare è il più potente reattore a spettro veloce raffreddato a sodio in funzione, nonché quello più potente tra i reattori di quarta generazione operativi al mondo.[14] Tramite questa famiglia di impianti (gli "FBR") il programma nucleare russo ha l'obiettivo di chiudere il ciclo combustibile (cioè usare come fissile le scorie nucleari, riciclando le barre esauste),[15] così da produrre una quantità minore di scorie radioattive a parità di output e aumentare l'efficienza delle barre di combustibile.[16] Il 31 ottobre 2016 il BN-800 ha raggiunto l'operatività nominale: 2100 MW termici, potenza elettrica massima di 885 MW elettrici, di cui 820 MW elettrici netti disponibili.[17]
- Sono due i reattori di quarta generazione nella centrale nucleare cinese di Shidao Bay: i reattori sono due gemelli modulari raffreddati a elio,[18] il cui acronimo è "HTGR", ovvero High Temperature Gas [Cooled] Reactor, reattore [raffreddato] con gas ad alta temperatura (fino a 750 °C[19]), utili per la produzione di elettricità oltre che di idrogeno e per il riscaldamento con il calore di scarto.[20][21] Il fissile è costituito da un letto di sfere di uranio arricchito all'8,9%,[19] dette "ciottoli" (pebble-bed).[22][23] L'unità 1 è stata connessa alla rete il 20 dicembre 2021,[23][24][25] mentre la seconda aveva raggiunto la criticità sei settimane prima.[19] Entrambi i reattori sono attaccati a una singola turbina da 200 MW elettrici, contribuendo ognuno a 100 MW.[19]

### Reattori non più operativi
- Il CEFR (China Experimental Fast Reactor) è stato il primo reattore veloce cinese connesso alla rete nel 2011, aveva una potenza di 20MW ed era di tipo SFR. Oggi è spento. [26]

Il livello di sviluppo di alcuni di questi reattori è tale da poterli considerare dimostrativi di come potrebbe operare in un futuro un reattore IV-Gen commerciale. Al momento nessuno è stato sottoposto a revisione da parte del GIF (Generation IV International Forum) che prevede per il decennio 2030-2040 la disponibilità del primo reattore di uso commerciale. 

### Paesi partecipanti
- (EN)   Stati Uniti
- (EN)   Regno Unito
- (EN)   Svizzera
- (KO)   Corea del Sud
- (EN)   Sudafrica
- (EN)   Giappone
- (FR)   Francia
- (EN)   Canada
- (PT)   Brasile  Archiviato il 10 aprile 2006 in Internet Archive.
- (ES)   Argentina
- (EN, ES, IT)   Unione europea